# Vania Rossi
Pour les articles homonymes, voir Rossi.
Vania Rossi, née le 3 octobre 1983 est une coureuse cycliste italienne. Spécialisée en cyclo-cross, elle a été trois fois championne d'Italie.
En janvier 2010, elle est contrôlée positive à l'EPO Cera lors du championnat d'Italie de cyclo-cross, dont elle prend la deuxième place.
Elle est cependant blanchie après la contre-expertise, qui révèle un résultat négatif,,,.
Elle est la compagne de Riccardo Ricco, vedette du cyclisme italien à la fin des années 2000. Son frère Enrico a également été cycliste professionnel.

## Palmarès
- 2006-2007 
  -  Championne d'Italie de cyclo-cross
  - Morbegno
- 2007-2008 
  -  Championne d'Italie de cyclo-cross
  - Verbania
  - Faè di Oderzo
- 2009-2010
  - 2e du championnat d'Italie de cyclo-cross
- 2010-2011 
  -  Championne d'Italie de cyclo-cross
  - Gran Premio Mamma e Papa Guerciotti
- 2011-2012
  - 2e du championnat d'Italie de cyclo-cross
  - Memorial Romano Scotti
  - Gran Premio Mamma e Papa Guerciotti
- 2012-2013
  - 2e du championnat d'Italie de cyclo-cross